# Nederlanders in het Japanse voetbal
Nederlanders in het Japanse voetbal geeft een overzicht van Nederlanders die een contract hebben (gehad) bij Japanse voetbalclubs uit de hoogste drie divisies.

## Voetballers
| Naam               | Club                      | Van  | Tot   | Opmerkingen                     |
| ------------------ | ------------------------- | ---- | ----- | ------------------------------- |
| Arnold Scholten    | JEF United Ichihara Chiba | 1997 | 1999  |                                 |
| Peter Bosz         | JEF United Ichihara Chiba | 1996 | 1998  | ook 1999                        |
| Alfred Nijhuis     | Urawa Red Diamonds        | 1997 | 1998  |                                 |
| Jeroen Boere       | Omiya Ardija              | 1998 | 1999  |                                 |
| Jan Veenhof        | Omiya Ardija              | 1998 | 2001  |                                 |
| Gerald Vanenburg   | Júbilo Iwata              | 1993 | 1996  |                                 |
| Arno van Zwam      | Júbilo Iwata              | 2000 | 2003  |                                 |
| Richard Witschge   | Oita Trinita              | 2003 | 2004  |                                 |
| Patrick Zwaanswijk | Oita Trinita              | 2004 | 2005  |                                 |
| Mathieu Boots      | Yokohama FC               | 2003 | 2004  |                                 |
| Dirk van der Ven   | Yokohama FC               | 2002 | 2003  |                                 |
| Hans Gillhaus      | Gamba Osaka               | 1995 | 1996  |                                 |
| John van Loen      | Sanfrecce Hiroshima       | 1995 | 1995  |                                 |
| Pieter Huistra     | Sanfrecce Hiroshima       | 1995 | 1996  |                                 |
| Ron Jans           | Sanfrecce Hiroshima       | 1987 | 1988  |                                 |
| Dido Havenaar      | Sanfrecce Hiroshima       | 1986 | 1988  |                                 |
| Regillio Simons    | Kyoto Purple Sanga        | 2003 | 2003  |                                 |
| Tarik Oulida       | Nagoya Grampus Eight      | 1998 | 2002  |                                 |
| Tarik Oulida       | Consadole Sapporo         | 2003 | 2003  |                                 |
| Henny Meijer       | Tokyo Verdy               | 1993 | 1993  |                                 |
| Gène Hanssen       | Tokyo Verdy               | 1993 | 1993  |                                 |
| André Paus         | Júbilo Iwata              | 1994 | 1996  |                                 |
| André Paus         | Fujitsu                   | 1996 | 1997  |                                 |
| Dido Havenaar      | Tokyo Verdy               | 1989 | 1991  |                                 |
| Dido Havenaar      | Nagoya Grampus Eight      | 1991 | 1994  |                                 |
| Dido Havenaar      | Júbilo Iwata              | 1995 | 1996  |                                 |
| Dido Havenaar      | Consadole Sapporo         | 1997 | 1998  |                                 |
| Mike Havenaar      | Ventforet Kofu            | 2011 | 2011  |                                 |
| Mike Havenaar      | Yokohama F. Marinos       | 2007 | 2011  |                                 |
| Mike Havenaar      | Avispa Fukuoka            | 2008 | 2008  | gehuurd van Yokohama F. Marinos |
| Mike Havenaar      | Consadole Sapporo         | ?    | ?     |                                 |
| Calvin Jong-A-Pin  | Shimizu S-Pulse           | 2011 | 2015  |                                 |
| Calvin Jong-A-Pin  | FC Machida Zelvia         | 2016 | heden |                                 |

## Hoofdtrainers
| Naam           | Club                      | Van   | Tot   | Opmerkingen |
| -------------- | ------------------------- | ----- | ----- | ----------- |
| Jan Versleijen | JEF United Ichihara Chiba | 1996  | 1998  |             |
| Hans Ooft      | Urawa Red Diamonds        | 2002  | 2003  |             |
| Aad de Mos     | Urawa Red Diamonds        | 1999  | 2000  |             |
| Wim Jansen     | Sanfrecce Hiroshima       | 1995  | 1996  |             |
| Hans Ooft      | Sanfrecce Hiroshima       | 1987  | 1988  |             |
| Hans Ooft      | Kyoto Sanga FC            | 1998  | 1998  |             |
| Pim Verbeek    | Kyoto Sanga FC            | 2003  | 2003  |             |
| Han Berger     | Oita Trinita              | 2004  | 2004  |             |
| Arie Schans    | Oita Trinita?             | 2005? | 2005? |             |
| Hans Ooft      | Júbilo Iwata              | 1994  | 1996  |             |
| Pim Verbeek    | Omiya Ardija              | 1998  | 1999  |             |
| Henk Duut      | Omiya Ardija              | 2002  | 2002  |             |
| Robert Verbeek | Omiya Ardija              | 2007  | 2007  |             |
| Hans Ooft      | Júbilo Iwata              | 2008  | 2008  |             |
| Sef Vergoossen | Nagoya Grampus Eight      | 2006  | 2007  |             |

## Overige functies
| Naam             | Club                 | Van  | Tot  | Opmerkingen       |
| ---------------- | -------------------- | ---- | ---- | ----------------- |
| Wim Jansen       | Urawa Red Diamonds   | 2000 | 2003 | Assistent-trainer |
| Stanley Brard    | Nagoya Grampus Eight | 2001 | 2005 | Hoofd opleidingen |
| Dido Havenaar    | Consadole Sapporo    | ?    | ?    | Keeperstrainer    |
| Dido Havenaar    | Yokohama F. Marinos  | ?    | ?    | Keeperstrainer    |
| Dwight Lodeweges | Nagoya Grampus Eight | 2006 | 2007 | Assistent-trainer |

```
Servais, Robbie 
Robbie 
 
Servais
 || 
vissel Kobe
 || 2010 || 2012 || jeugd-trainer
```

```
Servais, Robbie 
Robbie 
 
Servais
 || 
Omiya Ardija
 || 2012 || 2014 || jeugd-trainer
```

Voetbalbonden ·
Albanië ·
Angola ·
Armenië ·
Australië ·
Azerbeidzjan ·
Bahrein ·
België ·
Bhutan ·
Bulgarije ·
Canada ·
China ·
Congo-Kinshasa · 
Cyprus ·
Denemarken ·
Duitsland ·
Egypte ·
Engeland ·
Estland ·
Ethiopië ·
Faeröer ·
Filipijnen ·
Finland ·
Frankrijk ·
Georgië ·
Ghana ·
Griekenland ·
Hongarije ·
Hongkong ·
Ierland ·
IJsland ·
Indonesië ·
Iran ·
Israël ·
Italië ·
Japan ·
Kazachstan ·
Koeweit ·
Litouwen ·
 Luxemburg ·
Maleisië ·
Malta ·
Marokko ·
Mexico ·
Namibië ·
Nieuw-Zeeland ·
Noorwegen ·
Oekraïne ·
Oezbekistan ·
Oostenrijk ·
Polen ·
Portugal ·
Qatar ·
Roemenië ·
Rusland ·
Rwanda ·
Saoedi-Arabië ·
Schotland ·
Singapore ·
Slovenië ·
Slowakije ·
Spanje ·
Tanzania ·
Turkije ·
Tuvalu ·
VAE ·
Venezuela ·
Verenigde Staten ·
Vietnam ·
Zimbabwe ·
Zuid-Afrika ·
Zuid-Korea ·
Zweden ·
Zwitserland